# Coelorinchus aconcagua
Coelorinchus aconcagua es una especie de pez de la familia Macrouridae en el orden de los Gadiformes.

## Morfología
• Los machos pueden llegar alcanzar los 39 cm de longitud total.

## Alimentación
Come crustáceos (copépodos, cangrejos,  gambas, etc.).

## Hábitat
Es un pez de aguas profundas que vive entre 119-450 m de profundidad.

## Distribución geográfica
Se encuentra en Chile (hasta 41 ° S) y la Argentina (Patagonia ).